# Ґінчайчяй
Ґінчайчяй (Ginčaičiai) — село у Литві, Расейняйський район, Расейняйське староство. 2001 року у селі проживало 111 людей. Розташоване поруч із селом Каулакяй та хуторами Бралінскяй, Пакаутай, Мейштай.

## Принагідно
- Гугл-мапа

| Литва | Це незавершена стаття з географії Литви. Ви можете допомогти проєкту, виправивши або дописавши її. |